# Washington (Utah)
Washington es una ciudad del condado de Washington, estado de Utah, Estados Unidos. Según el censo de 2000 la población era de 8.186 habitantes.

## Geografía
Washington se encuentra en las coordenadas 37°7′10″N 113°30′12″O / 37.11944, -113.50333.
Según la oficina del censo de Estados Unidos, la ciudad tiene una superficie total de 81,8 km². De los cuales 81,7 km² son tierra y 0,1 km² (0.10%) está cubierto de agua.
- Datos: Q482386
- Multimedia: Washington, Utah / Q482386

1. ↑  Zip Data Maps, código ZIP n.º 84780.